# 曹琮 (北宋)
曹琮（?—?），字宝章。北宋真定府灵寿县（今河北省石家庄市灵寿县）人，曹彬第七子。
曹琮之兄曹珝，娶秦王赵廷美之女兴平郡主。曹琮年幼时，随郡主入宫中，宋太宗让他坐在自己膝盖上，拊着他的背对他说：“曹家有功於我家，这也是好孩子。”曹彬领镇海军节度使的时候，曹琮补衙内都指挥使。曹彬去世，曹琮历任西头供奉官、阁门祗候、勾当骐骥院、群牧估马司，征收买卖马匹得赋税有盈余，再转任西上阁门副使。他和曹利用连姻，曹利用被贬官，曹琮出朝为河阳兵马都监，领内军器库，转任东上阁门使、荣州刺史。宋仁宗册立曹琮之兄曹玘的女儿为皇后，礼仪都是曹琮主办，转任卫州团练使。曹琮于是上奏：“陛下正在用至公管理天下，臣既然是皇后家族，不应该冒受恩泽，破坏朝廷法度。族人敢因亲缘关系请托，愿依法处置。”被时人称道。
曹琮出朝任环庆路马步军总管、知邠州，转任秦州防御使、秦凤路副都总管兼知秦州。用多余木材建造粮仓，在古渭、冀城大量囤积谷物。生羌多次入宋朝边境抢劫，曹琮以恩信对待他们，生羌多请内属。
宝元初年，皇帝南郊祭天，召曹琮入京陪同祭祀。西夏赵元昊反宋，宋仁宗拜曹琮为同州观察使，再次知秦州，他献上“攻、守、御”三策。之后，兼同管勾泾原路兵马、定国军节度观察留后。刘平、石元孙大败，关辅震惊。曹琮请求登记百姓编为义军，来张大兵势，于是征选乡弓手数万人。西夏军队攻打山外，返回天都山，劫掠仪州、秦州所属民户。曹琮派遣骑兵，设伏等待，西夏军于是退去。曹琮想要诱导吐蕃夹击攻打西夏，派西川老商人，到吐蕃联络。沙州镇王子遣使上书信：“我本是唐朝的外甥，天子就是我的舅父。自从党项攻破甘州、凉州，遂与汉人隔绝。现在愿意率首领为朝廷攻打西夏贼军。”宋仁宗赞同曹琮的计策，改任他为陕西副都总管、经略安抚招讨副使，拜步军副都指挥使。他和夏竦屯守鄜州，之后，还京为马军副都指挥使，因病去世。宋仁宗亲临祭奠，曹皇后也出临丧礼，到府第换上丧服。赠官安化军节度使兼侍中，谥号忠恪。
曹琮小心谨慎，善于赞唱礼仪引到谒见，治军严整，去世时家中没有餘财。曹琮之子曹牷，官至皇城使、嘉州防御使。曹牷之子曹诗，尚鲁国大长公主。